# ألبرت ليستير
ألبرت ليستير (بالإنجليزية: Albert Lester)‏ هو محامي وقاضي وسياسي أمريكي، ولد في 1803 في ليتشفيلد في الولايات المتحدة، وتوفي في 14 مارس 1867. انتخب عضو مجلس ولاية نيويورك.